# Cryptoplanus
Genre
Cryptoplanus est un genre fossile d'araignées aranéomorphes de la famille des Corinnidae.

## Distribution
Les espèces de ce genre ont été découvertes dans de l'ambre de la mer Baltique. Elles datent du Paléogène.

## Liste des espèces
Selon The World Spider Catalog 17.0 :
- †Cryptoplanus bulbosus Wunderlich, 2004
- †Cryptoplanus complicatus Wunderlich, 200
- †Cryptoplanus incidens Wunderlich, 2004
- †Cryptoplanus lanatus (Petrunkevitch, 1958)
- †Cryptoplanus paradoxus Petrunkevitch, 1958
- †Cryptoplanus sericatus (C. L. Koch & Berendt, 1854)
- †Cryptoplanus sinuosus Wunderlich, 2004

## Publication originale
- (en) Petrunkevitch, 1958 : Amber spiders in European collections. Transactions of the Connecticut Academy of Arts and Sciences, vol. 41, p. 97–400.